# Münzingen (Perl)
Münzingen ist der kleinste Ortsteil der Gemeinde Perl im Landkreis Merzig-Wadern im Saarland. Zusammen mit den Ortsteilen Oberleuken und Keßlingen bildet Münzingen einen Gemeindebezirk. Der Ort liegt auf dem Saargau an der Grenze zu Rheinland-Pfalz. Er bildet eine kleine Gruppe von Bauernhäusern. Obwohl Münzingen im Saarland liegt, gehört es wegen der 1958 erbauten Kapelle kirchlich als Filiale zur Pfarrei Kirf in Rheinland-Pfalz.

## Geschichte
Das erste Mal urkundlich erwähnt wurde Münzingen im Jahre 1533 als Eyrich von Putlyngen Lehnsherr war. Die „greiffenklauschen Höfe zu Keßlingen und Münzingen“ werden 1662 erwähnt. Aus dem 18. Jahrhundert ist im Ort ein Wendalinuskreuz erhalten geblieben. Dieses bildet das einzige Baudenkmal des Ortes (siehe Liste der Baudenkmäler in Perl#Münzingen).